# Fanny Edle von Geiger-Weishaupt

Fanny Edle von Geiger-Weishaupt: Sonniger Blick auf ein Dorf, Öl auf Malplatte

Fanny Edle von Geiger-Weishaupt (* 10. Juli 1862 in Edenbergen; † 19. Juli 1931 in München) war eine deutsche Landschaftsmalerin.

## Leben
Fanny Edle von Geiger wuchs in Edenbergen bei Augsburg auf, wo ihr Vater Revierförster war. 1890 zog sie nach Etzenhausen bei Dachau und heiratete dort den vierzehn Jahre älteren Tier- und Landschaftsmaler Viktor Weishaupt (1848–1905), einen Professor an der Staatlichen Akademie der Bildenden Künste in Karlsruhe. Ihre künstlerische Ausbildung erhielt sie auf der Königlichen Kunstgewerbeschule in München und bei Ludwig von Herterich (1856–1932) an der Damenakademie des Münchner Künstlerinnenvereins. In diesem Rahmen unternahm sie Studienreisen nach Frankreich, Griechenland, in die Niederlande und die Schweiz. Nach dem Tod ihres Mannes zog sie 1905 nach München, wo sie 1931 starb.

## Werk
Die Bilder Geiger-Weishaupts waren durch ihre Ausbildung im Sinne der Münchner Schule geprägt und zeigen vor allem Landschaften und Dörfer. Ihre Werke waren zu ihren Lebzeiten unter anderem auf der Münchener Secession, der Internationalen Kunstausstellung in Mannheim und der Großen Kunstausstellung in Dresden zu sehen. Zuletzt waren zwei ihrer Werke in der Ausstellung „Anna Klein und andere Künstlerinnen in Dachau um 1900“ in der Gemäldegalerie Dachau zu sehen.
Auswahl einiger Werke:
- Allee in Nymphenburg, München[5]
- Frühlingslandschaft mit Wassermühle am Bach[6]
- Idyllischer Sommertag. Partie eines Schlossparks mit Brunnen[7]
- Laubgang, Karlsruhe (1907)[2]
- März im Dachauer Hofgarten, Dachau (1894)[8]
- Sonniger Blick auf ein Dorf
- Vorfrühling, Karlsruhe (1900)[2]
- Schloss Lustheim[9]